# 奈良県道39号五條吉野線
奈良県道39号五條吉野線（ならけんどう39ごう ごじょうよしのせん）は、奈良県五條市から吉野郡吉野町に至る県道（主要地方道）である。

## 概要
奈良県五條市今井を起点とし、吉野郡吉野町宮滝に至る。
吉野川左岸を通るが、全体的に狭隘であり、国道370号、国道169号のバイパスとしては機能しない。

### 路線データ
- 起点：五條市今井（国道24号交点）
- 終点：吉野郡吉野町宮滝（国道169号交点）

## 歴史
- 1982年（昭和57年）
  - 4月1日 - 建設省（現・国土交通省）により五條吉野線が主要地方道に指定。
  - 12月24日 - 奈良県が路線認定。

## 路線状況

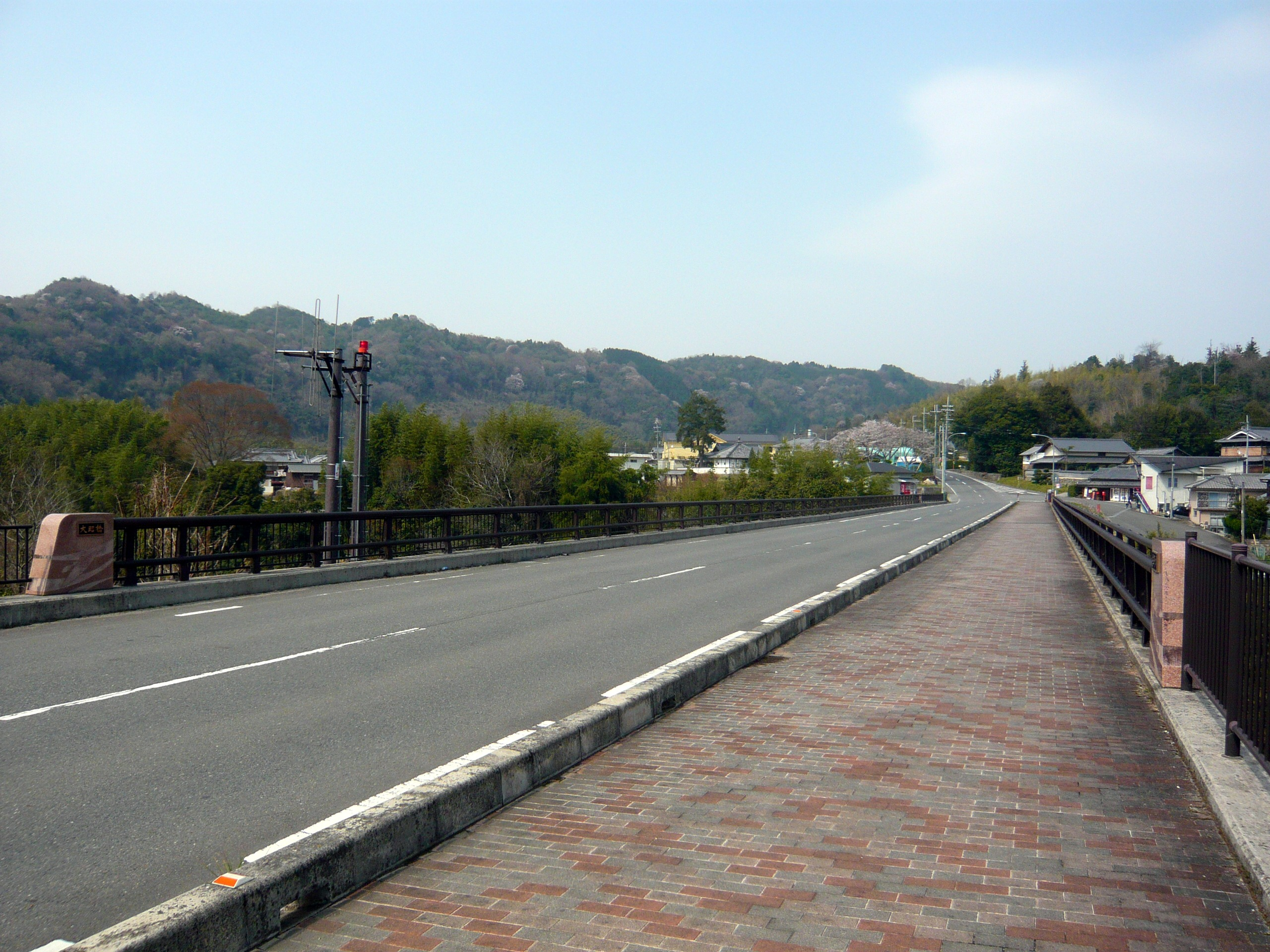
大昭橋

### 重複区間
- 国道169号・奈良県道15号桜井明日香吉野線（吉野郡大淀町美吉野橋北詰 - 吉野郡吉野町吉野大橋北詰）
- 奈良県道37号桜井吉野線（吉野郡吉野町丹治 - 吉野郡吉野町飯貝）

## 地理

### 通過する自治体
- 奈良県
  - 五條市 - 吉野郡下市町 - 吉野郡大淀町 - 吉野郡下市町 - 吉野郡吉野町 - 吉野郡大淀町 - 吉野郡吉野町

### 交差する道路
| 交差する道路                  | 交差する場所 | 交差する場所 | 交差する場所 | 交差する場所 | 備考                                                 |
| ----------------------------- | ------------ | ------------ | ------------ | ------------ | ---------------------------------------------------- |
| 国道24号                      | 奈良県       | 五條市       | 五條市       | 今井町       |                                                      |
| 奈良県道137号平原五條線       | 奈良県       | 五條市       | 五條市       | 小島         |                                                      |
| 奈良県道259号吉野川公園線     | 奈良県       | 五條市       | 五條市       | （南阿田町） |                                                      |
| 国道370号                     | 奈良県       | 吉野郡       | 大淀町       | （佐名伝）   |                                                      |
| 国道309号                     | 奈良県       | 吉野郡       | 下市町       | 千石橋南詰   |                                                      |
| 奈良県道15号桜井明日香吉野線  | 奈良県       | 吉野郡       | 吉野町       | （六田）     |                                                      |
| 国道169号                     | 奈良県       | 吉野郡       | 大淀町       | 美吉野橋北詰 | ※ここから吉野郡吉野町吉野大橋北詰まで国道169号と重複 |
| 国道169号                     | 奈良県       | 吉野郡       | 吉野町       | 吉野大橋北詰 |                                                      |
| 奈良県道15号桜井明日香吉野線  | 奈良県       | 吉野郡       | 吉野町       | （橋屋）     |                                                      |
| 奈良県道167号吉野神宮停車場線 | 奈良県       | 吉野郡       | 吉野町       | （丹治）     |                                                      |
| 奈良県道37号桜井吉野線        | 奈良県       | 吉野郡       | 吉野町       | （丹治）     | ※ここから吉野郡吉野町飯貝まで県道37号と重複          |
| 奈良県道37号桜井吉野線        | 奈良県       | 吉野郡       | 吉野町       | （飯貝）     |                                                      |
| 国道169号                     | 奈良県       | 吉野郡       | 吉野町       | （宮滝）     |                                                      |

※ 交差する場所の括弧書きは地名、それ以外は交差点名で表示

### 沿線
- 栄山寺
- 岡峯古墳
- 吉野神宮駅